# Котов, Геннадий Михайлович
Генна́дий Миха́йлович Ко́тов (латыш. Genadijs Kotovs, род. 12 августа 1957, Рига) — латвийский политик и правозащитник. Многолетний сопредседатель Латвийского комитета по правам человека, бывший спикер Штаба защиты русских школ. Натурализованный гражданин Латвии.

## Биография
1974 г. — окончил 17-ю среднюю школу Риги.
1983 г. — окончил юридический факультет Латвийского государственного университета.
до 1988 г. — научный сотрудник в лаборатории МВД Латвии.
1988—1993 гг. — работник Латвийского института аграрной экономики.
С 1993 по 2012 г. — сопредседатель Латвийского комитета по правам человека.
1998—2001 гг. — консультант Института правовых исследований.
с 2001 по 2009 г. — депутат Рижской думы (переизбран в 2005 г.).
2002—2005 гг. — член Рижской Управы по найму.
2003 г. — вступил в партию «Равноправие».
с 2003 г. — спикер Штаба защиты русских школ.
2005 г. — избран заместителем председателя партии «Равноправие» и заместителем председателя фракции ЗаПЧЕЛ в Рижской Думе.
2006 г., март — возбуждён уголовный процесс за несогласованную расклейку антифашистских листовок в неположенном месте. В мае исключен из комитета по безопасности и порядку Рижской думы.
Лето 2006 г. — в Европейском суде по правам человека Котовым выиграно в первой инстанции дело Н. Шевановой против Латвийской Республики. Уголовный процесс против него прекращён. Заявление, оспаривавшее исключение из думского комитета, административный суд не принял к рассмотрению.
До 2007 г. и с 2008 по 2009 г. — член правления ЗаПЧЕЛ.